# 特韋羅達爾許夏峰
61°44′39.96″N 7°41′11.74″E / 61.7444333°N 7.6865944°E

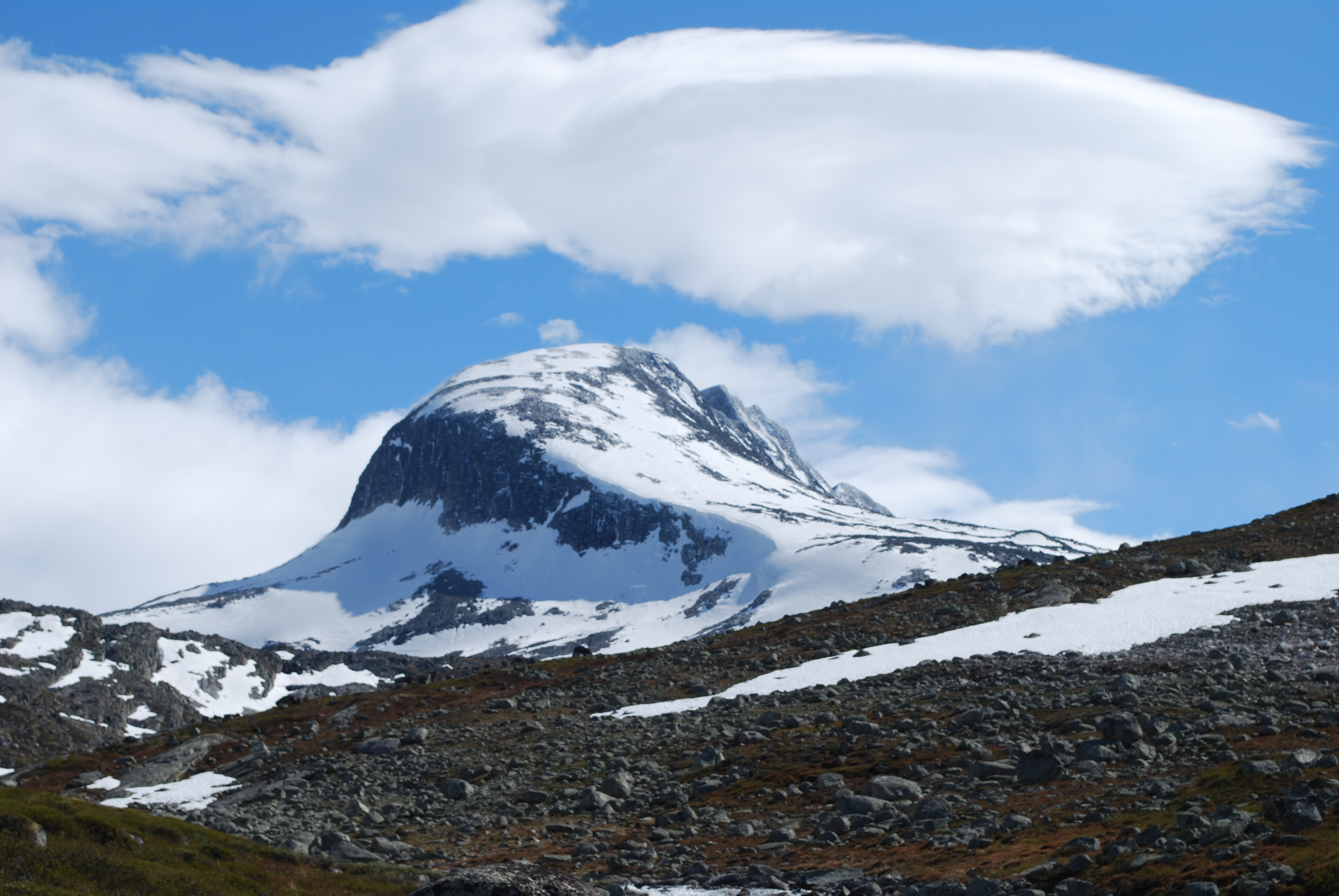

特韋羅達爾許夏峰是挪威的山峰，位於該國南部，處於內陸郡和韋斯特蘭郡接壤的邊界，屬於布萊海門山脈的一部分，海拔高度2,088米，人類在1842年8月2日首次登頂。